# الجيش النوميدي
الجيش النوميدي (بالتيفيناغ: ⵍⵄⴻⵙⴽⴻⵕ ⵏ ⵏⵓⵎⵉⴷⵢⴰ)، الجيش النوميدي هو القوة العسكرية التي شكّلها ملوك نوميديا في شمال إفريقيا خلال العصور القديمة و قوة إقليمية في البحر الأبيض المتوسط، برز إسم النوميديين في الحروب خلال عام 1274 ق.م في معركة قادش، حيث قاتلت فرسان نوميديا كحلفاء للفرعون المصري رمسيس الثاني ضد الحيثيين، يرد ثاني ذكر للنوميديين، وفق ما أورده الأديب الروماني فيرجيل في ملحمته الإنيادة، في عهد الملك يارباس الأول خلال القرن 9 أو 8 ق.م، حين شنّ حملة عسكرية على قرطاج وحاصرها.
حكم الجيش النوميدي شمال إفريقيا من المحيط الأطلسي إلى قورينا على حدود المملكة البطلمية في مصر.
يتكون الجيش النوميدي من الفيلة الحربية التي إستخدمها يوغرطة ويوبا الأول والفرسان الخفيفة و الثقيلة و المشاة الخفيفة و الثقيلة و جنرالات الحرب أشهرهم بوميلكار و صابورا و العربات الحربية التي إستخدمها الملك النوميدي أيليماس خلال الحرب الإغريقية القرطاجية عندما تحالف مع أغاثوكليس الإغريقي حاكم سرقوسة، بالإضافة إلى أسطول بحري تولى حماية السفن التجارية و حراسة المناطق الحيوية و الموانئ وسواحل نوميديا.
لعبت الجيوش النوميدية الدور الحاسم في الحروب البونيقية خصوصا سلاح الفرسان تحت قيادة القائد النوميدي ماهربعل، وإعتبرهم الجنرال القرطاجي ماجو برقة أقوى عنصر في جيوش حنبعل في حملته على إيطاليا، بلغ الجيش النوميدي ذروته في عهد الملك ماسينيسا بعد قضائه على سيفاكس و توحيد نوميديا، شكل جيشًا ضخما و منظما قاده في الحروب النوميدية القرطاجية (201-146 ق.م).